# Dallara
Dallara je talijanska tvrtka koja se bavi prozvodnjom šasija za bolide u automobilističkim natjecanjima. Tvrtku je osnovao Gian Paolo Dallara 1972. godine, a danas tvrtka izrađuje šasije bolida koji se natječu u automobilističkim prvenstvima IndyCar, Indy Lights,
Formula 2, Formula E i Super Formula.

## Formula 1
Dallara je u Formulu 1 ušla kao konstruktor 1988. Te je sezone počela proizvoditi šasije za talijansku momčad BMS Scuderia Italia, a suradnja je trajala do 1992. Najbolje rezultate postigli su Andrea de Cesaris na VN Kanade 1989. i JJ Lehto na VN San Marina 1991. Oba vozača su završila te utrke na 3. mjestu.
Nakon toga Dallara se nakratko vratila u Formulu 1 1999. izradivši test šasiju za Hondin planirani povratak u to natjecanje.
Trenutno Dallara izrađuje šasije za Formulu 2, IndyCar, Super Formulu i 24 sata Le Mansa.

## Vanjske poveznice
- Dallara - službena stranica